# Neelam Sanjiva Reddy
Neelam Sanjiva Reedy (19. maj 1913 – 1. juni 1996) var en indisk politiker, der var Indiens præsident fra 1977 til 1982. Han var medlem af Det Indiske Kongresparti.